# Escopetarra

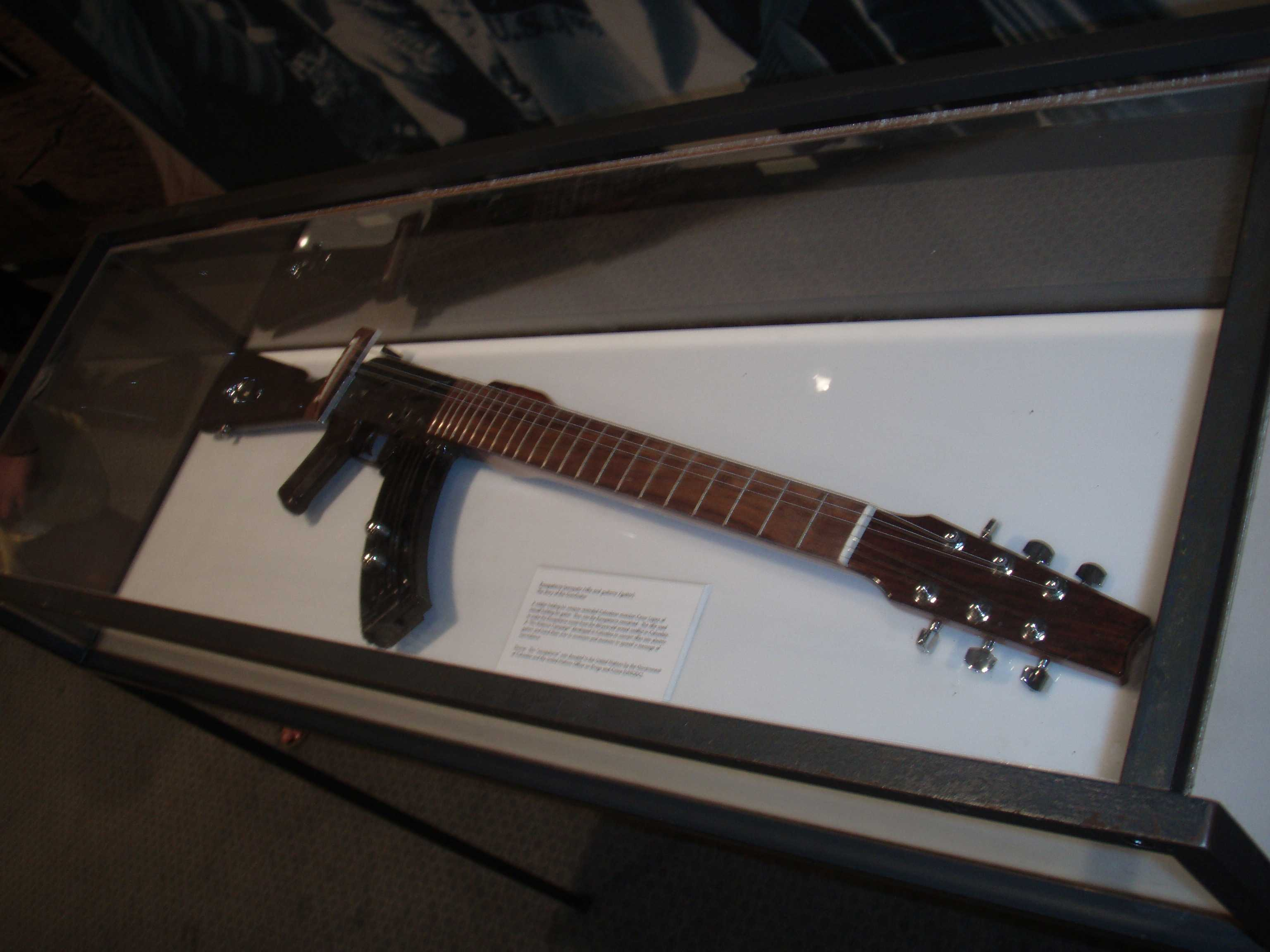
Escopetarra exposée au siège des Nations unies.

L'escopetarra est une guitare fabriquée à partir d'une arme à feu. Le mot escopetarra associe le terme espagnol escopeta qui signifie fusil et le terme espagnol guitarra qui veut dire guitare. 

## Le créateur de l'escopetarra: César López
César López, né en 1973, est un musicien colombien. Il est à l'origine du Bataillon de la Réaction Artistique Immédiate. Ce nom a été donné en réponse à la Force de Réaction Rapide du gouvernement colombien. Ce Bataillon est composé de musiciens variés et d'activistes recherchant des alternatives à la violence toujours présente qui envahit la Colombie et sa capitale Bogota. À chaque fois qu'une attaque violente dans le pays arrive, le groupe se réunit sur le site et joue de la musique pour les victimes. 

## Origines de l'escopetarra
Le musicien César López depuis sa naissance connaît les armes, la mort et la guerre et des situations tendues dans les villes. 
La Colombie, en effet, a longtemps été liée au conflit entre les paramilitaires de droite et la guérilla des FARC de sensibilité de gauche pendant plus de 40 ans. 
La sœur de César López  a été arrêtée et torturée par le gouvernement colombien quand elle avait 8 ans. Alors que la guerre existe depuis bien longtemps, ce n'est que depuis les années 2000 que la société civile se réveille. La scène artistique a commencé aussi tardivement à choisir des thèmes liés au conflit (déplacements et viols de femmes et d'enfants). 
Le groupe a été formé en février 2003 juste après un attentat à la bombe dans le Club Nogal dans la capitale Bogota qui a provoqué 36 morts et plus de 100 blessés. Après avoir entendu la nouvelle de l'attentat, César López et un certain nombre d'autres musiciens se sont rassemblés sur la scène pour jouer de la musique. « Nous sommes arrivés avec nos guitares et notre musique et nous avons réalisé que les victimes dont la plupart étaient en train de pleurer étaient capables à travers la musique d'exorciser leurs sentiments d'impuissance et de douleur. Cela nous a incité à monter le groupe. »
L'inspiration de l'escopetarra est déclenchée lorsqu'il se trouve devant le Club qui a subi l'attentat. César López explique qu'il a eu cette idée après avoir vu un soldat à l'extérieur du Club portant une arme comme un instrument de musique. De cette situation, l'idée de joindre l'invention la pire de l'humanité à celle la plus magnifique a surgi. Le projet consiste donc à convertir un objet né pour détruire, un canon AK-47, en un autre qui sert la création, la musique et l'union des cultures : la guitare. 

## Fabrication de l'escopetarra
La première escopetarra a été réalisée en 2003 à partir d'un fusil Winchester et la guitare électrique Stratocaster.
Les armes qui sont utilisées proviennent des combattants, directement issues de la guerre et qui ont fait des victimes. 
Le luthier colombien Alberto Paredes contribue à la fabrication des instruments de musique.

## Destinataires de l'escopetarra
César López avait au départ cinq escopetarras, quatre d'entre elles ont été données au musicien colombien Juanes, au musicien argentin Rodolfo Fito Paez, au Programme des Nations unies pour le développement et au maire de la ville de Bogota. Juanes a vendu plus tard son escopetarra pour 17 000 dollars au fondateur de Beverly Hills. Cette somme a été versée aux victimes de mines anti-personnel. L'escopetarra donnée aux Nations unies a été exposée en juin 2006 à la Conférence du désarmement des Nations unies. Quinze autres exemplaires sont confectionnés à Bogota, avec des fonds des Nations unies. 
Plus tard, d'autres musiciens  mondialement reconnus ont demandé également des reproductions de ses instruments. Parmi eux, l'ex Beatles Paul McCartney (Angleterre), Shakira (Colombie), Julieta Venegas (Mexique), Andrea Echeverri (Colombie), Bob Geldof (Allemagne), Manu Chao (France), Eric Wainaina (Kenya) à l'occasion du jour international contre l'abus de drogue et le trafic illégal en 2008 organisé par le Bureau des Nations unies sur les drogues et le crime et le chef politique et religieux Kofi Annan. César López accepte de donner ses `escopetarras si le destinataire dénonce la violence qui sévit en Colombie et dans le monde. 
Le processus de transformation  d’un canon AK-47 en un instrument musical nécessite un mois de travail et coûte 2 200 dollars.
Depuis 2006, César López travaille avec le Bureau des Nations Unies sur les drogues et le crime sur une campagne de « Halte à la violence ». César López a reçu des fonds et 17 fusils d'assaut pour continuer à produire des escopetarras.
Dans le cadre de la campagne, César López et ses musiciens ont rencontré plusieurs communautés dans le monde touchées par la violence pour recueillir des témoignages en vidéo qui sont montrés lors de concerts interactifs. Les membres du groupe ont aussi joué dans les prisons, les écoles et les universités. Le Bureau des Nations unies sur les drogues et le crime soutient son travail avec les adolescents  particulièrement ceux qui sont impliqués dans des conflits ou des gangs.
Le vice-président colombien durant les années 2002-2010, Francisco Santos Calderón a soutenu la démarche de César López : « Ces armes qui ont causé tant de douleurs, de blessures et de morts ont été ressuscités comme des instruments d'amour, de vie et de créativité. »
César López a d'autres projets comme celui de convertir une mitrailleuse PKM39 en violoncelle et un lance-roquettes RPG7 en une contrebasse. 